# Pelecocera latifrons
Pelecocera latifrons är en tvåvingeart som beskrevs av Friedrich Hermann Loew 1856. Pelecocera latifrons ingår i släktet öronblomflugor, och familjen blomflugor.
Artens utbredningsområde är Libanon. Inga underarter finns listade i Catalogue of Life.